# Oreodytes mongolicus
Oreodytes mongolicus is een keversoort uit de familie waterroofkevers (Dytiscidae). De wetenschappelijke naam van de soort is voor het eerst geldig gepubliceerd in 1943 door Brinck.